# José del Castillo y Soriano
José del Castillo y Soriano (Madrid, 1849-Madrid, 1928) fue un periodista, escritor y abogado español.

## Biografía
Nació en Madrid el 26 de noviembre de 1849. A los dieciséis años dirigió el periódico literario, publicado antes de la Revolución de Septiembre, El Arco Iris. Después dirigió El Eco de Burgos durante su corta residencia en dicha capital, El Cascabel y Madrid, periódico diario. Fue redactor de La España, El Magisterio Español, La Familia, El Público, La Gaceta Popular, La Correspondencia de España, La Gaceta Universal y El Tiempo, además de colaborador de la Revista de España, La Ilustración Española y Americana, la Revista Contemporánea, Los Niños, La Niñez, El Correo de Ultramar, El Diario Español, El Correo Militar, El Globo, Boletín Bibliográfico Español, y otros varios periódicos. Fue también corresponsal de diversas publicaciones de provincias. Abogado jefe del cuerpo facultativo de Archivos y Bibliotecas, fue durante más de dos décadas secretario general de la Asociación de Escritores y Artistas. Para el teatro escribió algunas obras con el seudónimo de «Sotillo». Falleció en su ciudad natal el 6 de mayo de 1928.